# Taille des navires
Les navires de commerce peuvent être classés en différentes tailles. La plupart font référence à des limites de longueur, de tonnage ou de tirant d'eau imposées par les canaux et les ports. D'autres limites sont arbitraires et correspondent plutôt à des divisions permettant de mieux classer les différentes flottes.

## Limites imposées par un lieu géographique
| Nom               | Lieu                              | Dimensions maximales en m | Dimensions maximales en m | Dimensions maximales en m | Dimensions maximales en m | Navires             | Navires                  |
| Nom               | Lieu                              | Longueur                  | Largeur                   | Tirant d'eau              | Tirant d'air              | Type                | Capacité typique         |
| ----------------- | --------------------------------- | ------------------------- | ------------------------- | ------------------------- | ------------------------- | ------------------- | ------------------------ |
| Saimax            | Lac de Saimaa                     | 82,5                      | 12,6                      | 4,35                      |                           | Mini-vraquiers      | 2 000 à 3 750 tpl        |
| Canal de Corinthe | Isthme de Corinthe                |                           | 25                        | 8                         | 63                        | Tous                | 10 000 tpl               |
| Seawaymax         | Voie maritime du Saint-Laurent    | 225,55                    | 23.80                     | 8,08                      |                           | Tous                | 28 000 tpl               |
| Caenmax           | Port de Caen-Ouistreham           |                           | 27,4                      |                           |                           | Tous                | 30 000 tpl               |
| Medimax           | Ports de Skikda et de Fos-sur-Mer | 240                       |                           | 12,2                      |                           | Méthaniers          | 74 000 m³                |
| Panamax           | Canal de Panama                   | 294                       | 32,3                      | 12,0                      | 57,9                      | Tous                | 65 000 tpl               |
| Japanamax         | Ports à grain du Japon            | 225                       |                           |                           |                           | Vraquiers           | 82 000 tpl / 96 000 m³   |
| Kamsarmax         | Port de Kamsar (Guinée Conakri)   | 229                       |                           |                           |                           | Vraquiers (bauxite) | 82 000 tpl               |
| Baltimax          | Entrée dans la mer Baltique       |                           |                           | 15,4                      |                           | Tous                | 120 000 tpl              |
| Dunkirkmax        | Port de Dunkerque                 | 289                       | 45,0                      |                           |                           | Minéraliers         | 175 000 tpl              |
| Newcastlemax      | Port de Newcastle (Australie)     |                           | 47,0                      |                           |                           | Charbonniers        | 180 000 tpl              |
| Setouchmax        | Mer intérieure de Seto            | 300                       |                           | 16,1                      |                           | Vraquiers           | 205 000 tpl              |
| Q-max (en)        | ports du Qatar (profondeur)       | 345                       | 53,8                      | 12                        | 34,7                      | Méthaniers          | 266 000 m³               |
| new Panamax       | Canal de Panama                   | 366                       | 49                        | 15,2                      | 57,9                      | Tous                | 155 000 tpl / 12 000 EVP |
| Suezmax           | Canal de Suez                     |                           | 77,5                      | 20,1                      | 68,0                      | Tous                | 240 000 tpl              |
| Malaccamax        | Détroit de Malacca                |                           |                           | 20,0                      |                           | Tous                | 300 000 tpl / 18 000 EVP |

Les navires plus grands que la taille Suezmax sont appelés Capesize.

## Limites arbitraires
| Nom       | Navires     | Port en lourd typique | Notes |
| --------- | ----------- | --------------------- | --- |
| Handysize | vraquiers   | 15 000 - 35 000 tpl   | |
| Handymax  | vraquiers   | 35 000 - 50 000 tpl   | |
| Aframax   | pétroliers  | 80 000 - 120 000 tpl  | Plus grands navires du système de jauge de l'AFRA (Average Freight Rate Assessment)                                                                 |
| VLCC      | pétroliers  | 150 000 - 320 000 tpl | On trouve aussi VLBC pour les vraquiers de même tonnage (BC = Bulk Carrier), moins employé, ainsi que VLOC pour les minéraliers (OC = Ore Carrier). |
| ULCC      | pétroliers  | > 320 000 tpl         | On trouve aussi ULBC pour les vraquiers de même tonnage, moins employé.                                                                             |
| Valemax   | minéraliers | 380 000 - 400 000 tpl | Sous catégorie des VLOC, ce sont les plus grands minéraliers au monde, au nombre de 35                                                              |